# Prenanthes
Prenanthes es un género de plantas con flores perteneciente a la familia  Asteraceae. Comprende 228 especies descritas y de estas, solo 38  aceptadas.

## Taxonomía
El género fue descrito por Carlos Linneo y publicado en Species Plantarum 2: 797–798. 1753. La especie tipo es Prenanthes purpurea L.

## Algunas especies
- Prenanthes alata
- Prenanthes alba
- Prenanthes altissima
- Prenanthes aspera
- Prenanthes autumnalis
- Prenanthes barbata
- Prenanthes boottii
- Prenanthes crepidinea
- Prenanthes nana
- Prenanthes racemosa
- Prenanthes roanensis
- Prenanthes sagittata
- Prenanthes serpentaria
- Prenanthes trifoliolata